# Zveno
Il circolo politico "Zvenò" (in bulgaro: политически кръг "Звено", političeski krăg "Zveno") è stata una organizzazione bulgara, con una duplice faccia, politica e militare, che fu fondata nel 1930 da un gruppo di ufficiali dell'esercito bulgaro e intellettuali del paese.
Anche se i militanti non si definirono fascisti, la loro era un'organizzazione tipicamente fascista così come i loro propositi politici per quanto riguarda un sistema economico e statale auspicato di tipo corporativo e con la socializzazione dell'economia. Un altro componente della sua ideologia, era un sentimento contrario alla libertà di esistenza di partiti politici; alla fine, si opposero violentemente alla VMRO, un movimento di indipendenza macedone con attività terroristiche.
Lo Zveno era anche legato alle leghe militari di estrema destra, che erano responsabili per la caduta e l'assassinio del primo ministro bulgaro Aleksandăr Stambolijski, deposto e giustiziato da un colpo di Stato il 9 giugno 1923. Il 19 maggio del 1934, i leader dello Zveno, i colonnelli Damjan Velčev e Kimon Georgiev, organizzarono un nuovo colpo di Stato, che istituì un sistema dittatoriale nel paese.
Georgiev, divenuto primo ministro, ordinò lo scioglimento di tutti i partiti e dei sindacati bulgari. Il suo governo perseguì una politica economica di tipo corporativo, molto simile a quella dell'Italia fascista.
Nel gennaio del 1935, lo zar Boris III orchestrò una manovra politica, in cui estromise Zveno da ogni luogo di potere, cosa che gli permise di stabilire una dittatura personale. Per la gestione del governo, chiamato il generale Penčo Zlatev, un monarchico, che dopo il colpo di Stato fu nominato come nuovo primo ministro della Bulgaria.
A seguito della disastrosa sconfitta tedesca nella seconda guerra mondiale, con la quale la Bulgaria era alleata (seppur senza mai dichiarare guerra all'Unione Sovietica), lo Zveno si unì nella lotta antitedesca nel movimento di resistenza, il Fronte Patriottico. Il 9 settembre 1944, il Fronte Patriottico attuò un colpo di Stato, il cui risultato fu il ritorno di Georgiev alla carica di primo ministro; allo stesso tempo a Velčev fu affidato l'incarico di ministro della difesa. Pertanto, lo Zveno avallò la firma di un accordo di cessate il fuoco con l'Unione Sovietica (che aveva appena dichiarato guerra anche alla Bulgaria).
Nel 1946 Velčev rassegnò le dimissioni in segno di protesta sulle attività del Partito Comunista Bulgaro, e Georgiev fu sostituito da Georgi Dimitrov, il leader del partito comunista.
Lo Zveno continuò ad esistere in Bulgaria, anche se su base puramente simbolica, fino al 1949.